# Sint-Niklaasabdij

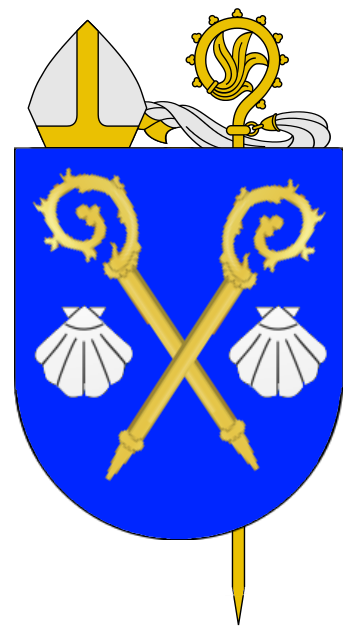
wapen Sint-Niklaasabdij Veurne

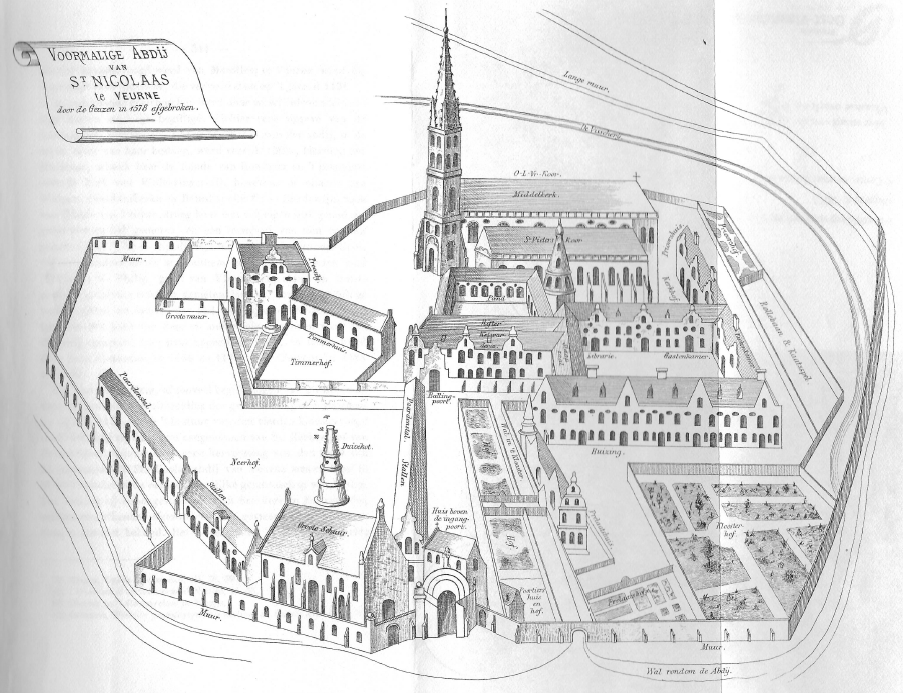
Sint-Niklaasabdij te Veurne, door de Geuzen afgebroken in 1578

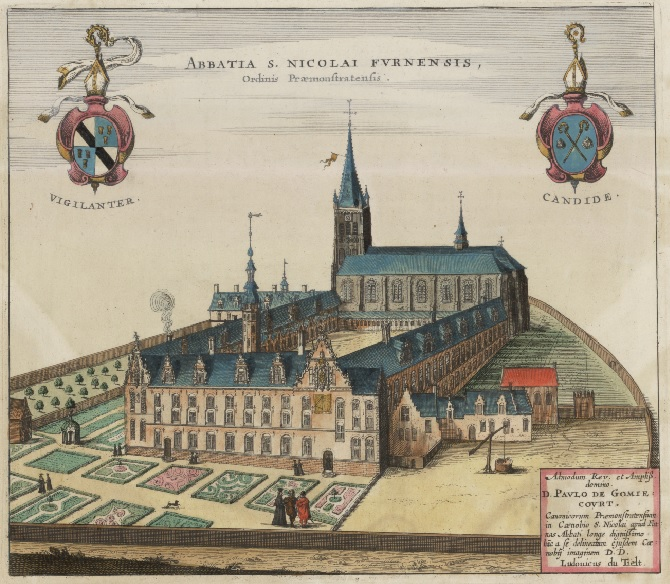
Sint-Niklaasabdij te Veurne, eerste helft 17e eeuw (Flandria illustrata)

De Sint-Niklaasabdij in Veurne was een abdij die bestond van 1120 tot 1798.

## Geschiedenis
In het jaar 1120 werd de Sint-Niklaasabdij opgericht door Jan van Waasten, de 30ste bisschop van Terwaan (Thérouanne in huidig Noord-Frankrijk, ook Terenburg genoemd), tevens bisschop der Morienen. Aanvankelijk bestond de abdij uit kanunniken van Sint-Augustijn. De geestelijke bediening van de kerk van Sint-Niklaas en de kapellen van Sint-Denijs (binnen de stad) en Pervijze werd toevertrouwd aan de nieuwe abdij.
De abdij werd ook door graaf Karel de Goede erkend en begiftigd met gronden.
Milo, 31ste bisschop van Terwaan, schonk de abdij de tiende van Houtem en het patronaat over de kerk van Wulveringem, de altaren van Wulpen, Oostduinkerke en Ramskapelle.
Het bezit van de abdij werd verzekerd door paus Eugenius III in 1147 en bekrachtigd door paus Alexander III in 1164 en 1171, door paus Clemens III in 1188 en 1190.
De vele bezittingen en voorrechten zorgden voor een uitbreiding van de gemeenschap.
In 1135 werd onder het bestuur van de 4de abt, Godfried, de regel van Sint-Norbert aangenomen, ofwel Premonstreit genoemd.
Een andere bisschop van Terwaan die eveneens Milo heette, gaf in 1164 de Sint-Niklaasabdij de leiding en toezicht over de abdij van Sint-Augustijn bij Terwaan. Het volgende jaar kreeg de abdij onder het bestuur van de 7de abt, Willem, het altaar van de nieuwe kapel van Sandeshove (Nieuwpoort) toegewezen. Philip, graaf van Vlaanderen, stond al zijn rechten aan de abdij af die hij had op gronden te Houtem.
De plaats waar de abdij oorspronkelijk gesticht was bleek niet geschikt als wijk-, studie- en bedeplaats. De abdij kreeg in 1170 van de bisschop toestemming om naar een gunstiger plaats te verhuizen. De gekozen plaats bevond zich buiten de nederzetting van Veurne. Zoals de meeste abdijen legde ook de Sint-Niklaasabdij zich toe op het ontginnen van moerassen en heiden. Uit middeleeuwse charters blijkt ook dat te Bulskamp en Wulpen aan wijnbouw werd gedaan.
Abt Johannes II verkreeg in 1242 van Thomas, de graaf-gemaal van Vlaanderen, het voorrecht dat de “onderhorigen der abdij vrij zouden zijn van allen krijgsplicht”.
Arnold, 24ste abt, woonde in 1330 de doopplechtigheid bij van Lodewijk van Male, de latere graaf van Vlaanderen, Nevers, Rethel, Bourgondië en Artesië.
De paus benoemde in 1441 Jan Baudewijns, premonstratenzer van Sint-Niklaas in Veurne, tot abt van Averbode. Deze benoeming gebeurde op vraag van de hertog en is een voorbeeld van inmenging van wereldlijke machthebbers in het abdijbestuur. Gelukkig oefende abt Baudewijns zijn ambt behoorlijk uit. In 1454 verkreeg deze abt voor zichzelf en zijn opvolgers het voorrecht om in de liturgie mijter en staf te dragen.
Antoon van der Donck, de 32ste abt, kreeg als eerste het recht van paus Pius II in 1458 om de mijter te dragen voor zichzelfen zijn opvolgers.
Robert du Flocq, de 42ste abt, zag zijn abdij in 1566 een eerste keer verwoest en geplunderd en in 1578 een tweede keer verwoest en afgebroken door de Geuzen.
In 1583 werd door de bisschop van Ieper, Martinus Riethovius, de nieuwe kapel ingewijd.
Door zijn opvolger Philip van Damme werd in 1583 de eerste steen gelegd van een nieuwe kloosterkerk binnen de stadsmuren. Er werden ook verschillende kloosterlingen naar de universiteit in Dowaai gestuurd om er godgeleerdheid en wijsbegeerte te studeren. Abt van Damme werd voorgedragen als bisschop van Brugge maar weigerde.
Christianus Druve werd verkozen als volgende prelaat. Naast de heropbouw van de abdij binnen de stadsmuren richtte hij ook verschillende colleges op te Veurne en Diksmuide en een seminarie voor studenten van de orde te Dowaai. Van abt Druve bestaat een portret dat gedocumenteerd is in “Les primitifs flamands II. Repertoire des peintures flamandes des quinzième et seizième siècle, collections d’Espagne“.
Paulus de Gomiecourt, op dat ogenblik lid van de abdij en pastoor van Houtem, werd door aartshertog Ferdinand tot abt benoemd en te Ieper door Cornelius Jansenius gewijd. Hij richtte het college te Nieuwpoort op.
In 1699 zag de 49ste abt, Milo Abordyn, de abdij grotendeels door brand verslonden. Door zijn grote ijver werd alles wat vernield was, herbouwd gedurende zijn ambtsperiode.
Matthaeus van Troeyen herbouwde het prelaatskwartier in de abdij. Deze gebouwen bestaan nog steeds, in een gedeelte ervan is nu het postkantoor gevestigd.
Godfried Rycx, 54ste en laatste abt, zag de abdij opgeheven door de Franse republikeinen en de geestelijken hardnekkig vervolgd. De geconfisqueerde gronden werden in 1796 verkocht. De abdijkerk werd eigendom van H. Harni, inwoner van Veurne, die de kerk in 1798 liet afbreken.

## Abten en Prelaten van de Sint-Niklaasabdij
|                           | Ambtsperiode                               | Naam                      | Geboorte - Overlijden                         |                                        |
| ------------------------- | ------------------------------------------ | ------------------------- | --------------------------------------------- | -------------------------------------- |
| 1e abt                    | van 1120                                   | Nicolaus                  |                                               | Template-Abbot - Provost               |
| 2e abt                    | van 1124                                   | Boudewijn de Belle        |                                               | Template-Abbot - Provost               |
| 3e abt                    | van 1131                                   | Basilius                  |                                               | Template-Abbot - Provost               |
| 4e abt                    | van 1135                                   | Godefridus                |                                               | Template-Abbot - Provost               |
| 5e abt                    | van 1139                                   | Erlebaldus                |                                               | Template-Abbot - Provost               |
| 6e abt                    | van 1142                                   | Simon                     |                                               | Template-Abbot - Provost               |
| 7e abt                    | van 1147                                   | Wilhelmus                 |                                               | Template-Abbot - Provost               |
| 8e abt                    | van 1167                                   | Hugo                      |                                               | Template-Abbot - Provost               |
| 9e abt                    | van 1183                                   | Paulus                    |                                               | Template-Abbot - Provost               |
| 10e abt                   | van 1190                                   | Willem II                 |                                               | Template-Abbot - Provost               |
| 11e abt                   | van 1200                                   | Joannes                   |                                               | Template-Abbot - Provost               |
| 12e abt                   |                                            | Richardus                 |                                               | Template-Abbot - Provost               |
| 13e abt                   |                                            | Boudewijn II              |                                               | Template-Abbot - Provost               |
| 14e abt                   |                                            | Everardus                 |                                               | Template-Abbot - Provost               |
| 15e abt                   | van 1206                                   | Henricus                  |                                               | Template-Abbot - Provost               |
| 16e abt                   | van 1235                                   | Johannes II               |                                               | Template-Abbot - Provost               |
| 17e abt                   | van 1243                                   | Paulus van Nieuwpoort     |                                               | Template-Abbot - Provost               |
| 18e abt                   | van 1246                                   | Gilbertus                 |                                               | Template-Abbot - Provost               |
| 19e abt                   | van 1252                                   | Laurentius                |                                               | Template-Abbot - Provost               |
| 20e abt                   | van 1261                                   | Aegidius                  |                                               | Template-Abbot - Provost               |
| 21e abt                   | van 1293                                   | Lambertus                 |                                               | Template-Abbot - Provost               |
| 22e abt                   | van 1304                                   | Jacobus                   |                                               | Template-Abbot - Provost               |
| 23e abt                   | 1314                                       | Walterus                  |                                               | Template-Abbot - Provost               |
| 24e abt                   | van 1316                                   | Arnoldus                  |                                               | Template-Abbot - Provost               |
| 25e abt                   | van 1335                                   | Theodoor van der Pale     |                                               | Template-Abbot - Provost               |
| 26e abt                   | van 1360                                   | Dankaard van de Steene    | † 1367                                        | Template-Abbot - Provost               |
| 27e abt                   | van 1371                                   | Pieter Weedaerde          |                                               | Template-Abbot - Provost               |
| 28e abt                   | van 1384                                   | Johannes III              |                                               | Template-Abbot - Provost               |
| 29e abt                   | van 1409                                   | Medard Griminc            | † 1413                                        | Template-Abbot - Provost               |
| 30e abt                   | van 1417                                   | Pieter Wyckaert           |                                               | Template-Abbot - Provost               |
| 31e abt                   | van 1427                                   | Lymannus van Waas         |                                               | Template-Abbot - Provost               |
| 32e abt en eerste prelaat | van 1458 tot 1465                          | Antoon van der Donck      | † 3/9/1465                                    | Template-Territorial Abbot             |
| 33e abt                   | van 25 september 1465 tot 1492             | Walter Olerius            | † 11/5/1502                                   | Template-Territorial Abbot             |
| 34e abt                   | van 1492 tot 1494                          | Jan Heysacke              |                                               | Template-Territorial Abbot             |
| 35e abt                   | van 1494 tot 1512                          | Jan Buerse                |                                               | Template-Territorial Abbot             |
| 36e abt                   | van 1512 tot 14 mei 1525                   | Gillis de Grave           |                                               | Template-Territorial Abbot             |
| 37e abt                   | van 1525 tot 6 september 1540              | Pieter Stevin             | † 6/11/1554                                   | Template-Territorial Abbot             |
| 38e abt                   | 1540                                       | Marten Praet              |                                               | Template-Territorial Abbot             |
| 39e abt                   | van 1541 tot 1549                          | Antoon Lefevere           |                                               | Template-Territorial Abbot             |
| 40e abt                   | van 1549 tot 11 november 1554              | Jan van Schoore           | † 6/11/1554                                   | Template-Territorial Abbot             |
| 41e abt                   | van 1555 tot 16 mei 1558                   | Antoon Rataller           | † 16/5/1558                                   | Template-Territorial Abbot             |
| 42e abt                   | van 1559 tot 28 mei 1588                   | Robert du Flocq           | † 28/5/1588                                   | Template-Territorial Abbot             |
| 43e abt                   | van 1588 tot 27 maart 1616                 | Philippe van Damme        | † 27/3/1616                                   | Template-Territorial Abbot             |
| 44e abt                   | van 28 augustus 1616 tot 25 september 1636 | Christianus Druve         | ° Nieuwpoort 1573 – † Veurne 25/09/1636       | Coat of arms Christianus Druve         |
| 45e abt                   | van 31 maart 1637 tot 12 september 1653    | Paulus de Gomiecourt      | ° Maastricht 04/12/1588 – † Veurne 12/09/1653 | Coat of arms Paulus de Gomiecourt      |
| 46e abt                   | van 23 juni 1654 tot 16 juli 1667          | Godefridus de Courtewille | ° Brugge 1605 – † Veurne 16/07/1667           | Coat of Arms Godefridus de Courtewille |
| 47e abt                   | van 10 juni 1668 tot 28 december 1688      | Judocus de Brauwere       | ° Pamele 11/1608 – † Veurne 28/12/1688        | Template-Territorial Abbot             |
| 48e abt                   | van 18 april 1689 tot 7 maart 1694         | Judocus Liebaert          | ° Hondschoote 1621 – † Veurne 07/03/1694      | Coat of arms Judocus Libaert           |
| 49e abt                   | van 29 mei 1695 tot 28 september 1723      | Milo Abordyn              | ° Dunkerque 1658 – † Veurne 28/09/1723        | Coat of arms Milo Abordyn              |
| 50e abt                   | van 2 april 1724 tot 5 maart 1731          | Mattheus van Capple       | ° Bergues 04/1663 – † Veurne 05/03/1731       | Coat of arms Mattheus Van Cappel       |
| 51e abt                   | van 21 mei 1731 tot 23 februari 1749       | Reginaldus Beele          | ° Veurne 15/03/1675 – † Veurne 23/02/1749     | Coat of arms Reginaldus Beele          |
| 52e abt                   | van 1749 tot 1762                          | Ignaas Amerlinck          | ° 1691 – † 1762                               | Coat of arms Ignaas Amerlinck          |
| 53e abt                   | van 2 oktober 1763 tot 5 oktober 1780      | Matthaeus van Troeyen     | ° Diksmuide 1704 – † Diksmuide 05/10/1780     | Coat of arms Mattheus Van Troeyen      |
| 54e abt                   | van 10 juni 1781 tot 1798                  | Godefridus Rycx           | ° Veurne 13/06/1735 – † Veurne 13/12/1807     | Coat of Arms Godefridus Rycx           |